# Ucraina la Concursul Muzical Eurovision Junior
Ucraina a debutat la Concursul Muzical Eurovision Junior din 2006, ediție găzduită de România. Cel mai bun rezultat al acestei țări în concurs a fost al Anastasiyei Petryk care a obținut primul loc la Concursul Muzical Eurovision Junior 2012.
Ucraina a găzduit concursul în 2009 și 2013. Astfel, Ucraina a devenit a doua țară, după Țările de Jos, care a găzduit concursul de două ori, iar Kiev, primul oraș în care Eurovision Junior a fost organizat de două ori.
Concursul din 2009 a fost prezentat de Timur Miroshnychenko împreună cu Ani Lorak, reprezentanta Ucrainei la Concursul Muzical Eurovision 2008, iar cel din 2013 a fost prezentat tot de Timur Miroshnychenko, de data aceasta împreună cu Zlata Ognevici, reprezentanta Ucrainei la Concursul Muzical Eurovision 2013.

## Rezultate

#### Legendă:
Câștigător
     Locul al doilea
     Locul al treilea
     Ultimul loc
| An   | Gazda     | Artist              | Titlu                                            | Poziție | Puncte |
| ---- | --------- | ------------------- | ------------------------------------------------ | ------- | ------ |
| 2006 | București | Nazar Slyusarchuk   | "Khlopchyk Rock 'n' Roll" (Хлопчик рок 'н' ролл) | 9       | 58     |
| 2007 | Rotterdam | Ilona Halytska      | "Urok hlamuru" (Урок гламуру)                    | 9       | 56     |
| 2008 | Limassol  | Victoria Petryk     | "Matrosy" (Матроси)                              | 2       | 135    |
| 2009 | Kiev      | Andranik Alexanyan  | "Tri topoli, tri surmy" (Три тополі, три сурми)  | 5       | 89     |
| 2010 | Minsk     | Yulia Gurska        | "Miy litak" (Мій літак)                          | 14      | 28     |
| 2011 | Erevan    | Kristall            | "Європа" (Evropa)                                | 11      | 42     |
| 2012 | Amsterdam | Anastasiya Petryk   | "Nebo" (Небо)                                    | 1       | 138    |
| 2013 | Kiev      | Sofia Tarasova      | "We are one"                                     | 2       | 121    |
| 2014 | Malta     | Sympho-Nick         | "Priyde vesna" (Прийде весна)                    | 6       | 74     |
| 2015 | Sofia     | Anna Trincher       | "Pochny z sebe - Start with Yourself"            | 11      | 38     |
| 2016 | Valletta  | Sofia Rol           | "Planet Craves for Love"                         | 14      | 30     |
| 2017 | Tbilisi   | Anastasiya Baginska | "Don’t stop"                                     | 7       | 147    |
| 2018 | Minsk     | Darina Krasnovetska | "Say Love"                                       | 4       | 182    |
| 2019 | Gliwice   | Sofia Ivanko        | "The Spirit of Music"                            | 15      | 59     |
| 2020 | Varșovia  | Oleksandr Balabanov | "Vidkryvai (Open Up)" (Відкривай)                | 7       | 106    |
| 2021 | Paris     | Olena Usenko        | "Vazhil" (Важіль)                                | 6       | 125    |
| 2022 | Erevan    | Zlata Dziunka       | "Nezlamna (Unbreakable)" (Незламна)              | 9       | 111    |

## Istoria voturilor (2006-2013)
| Poziție | Țară    | Puncte |
| ------- | ------- | ------ |
| 1       | Belarus | 72     |
| 2       | Rusia   | 67     |
| 3       | Armenia | 64     |
| 4       | Georgia | 55     |
| 5       | Malta   | 25     |

| Poziție | Țară          | Puncte |
| ------- | ------------- | ------ |
| 1       | Belarus       | 64     |
| 2       | Georgia       | 60     |
| 3       | Rusia         | 58     |
| 4       | Armenia       | 49     |
| 5       | Malta         | 36     |
| 6       | Țările de Jos | 34     |

## Gazdă
| An   | Oraș | Locație                      | Prezentatori                         | Data finalei      | Piesa câștigătoare            |
| ---- | ---- | ---------------------------- | ------------------------------------ | ----------------- | ----------------------------- |
| 2009 | Kiev | Palatul Sporturilor din Kiev | Ani Lorak, Timur Miroshnichenko      | 21 noiembrie 2009 | Țările de Jos - "Click Clack" |
| 2013 | Kiev | Palatul "Ucraina"            | Zlata Ognevici, Timur Miroshnichenko | 30 noiembrie 2013 | Malta - "The Start"           |